# 原一平
原 一平（はら いっぺい、本名：日下部 護〈くさかべ まもる〉、1938年〈昭和13年〉3月22日 - 2014年〈平成26年〉12月4日）は、日本のものまねタレント。北海道上川郡当麻町出身。北海道旭川東高等学校、最終学歴は専修大学経済学部卒業。

## 来歴
- 進学校である旭川東高校に進学するため、当麻町から出て下宿生活を送る。当初、医学部を目指し浪人生活を送り、学資を稼ぐため農家にアルバイトに出向き、現地の青年団主催ののど自慢コンテストで優勝。さらに、NHKのど自慢への出場も果たす。そのとき原は三橋美智也でチャレンジしたが、審査員から「三橋さんに似すぎている」「これは声まね大会じゃないんだよ」と諭され、そこで一案、今度は三波春夫のレパートリーを三橋美智也で唄い合格したと言う伝説を持つ。こうした経験からコメディアンを志し、北海道から上京。河合楽器製作所の全国売上ナンバー1営業社員、東京支社教育課長と将来を嘱望されたが、ものまね芸人として芸能界入り。渥美清のものまねで世に出た。
- 渥美清公認の「寅さん」として、寅さんのものまねや寅さん漫談などで寄席やテレビ・ラジオ・映画などに出演していた。
- 渥美から公認の証しとしてもらった、トランク・帽子・腹巻・お守りの寅さん道具4点は、テレビ東京の『開運!なんでも鑑定団』に出品され、30万円と評価された。
- テレビ番組の葛飾柴又特集や寅さんの回顧番組に、渥美清の代役として出演した演技が山田洋次監督の目に留まり、釣りバカ日誌6・7・8に出演した。
- 2010年、2009年4月東京演芸協会の副会長・専務理事（兼任）に選出され、会長の牧伸二を補佐していた。他にも日本演芸家連合常任理事・あゆみの箱常務理事・専修大学芸能OB会会長などの要職を歴任していた。
- 2004年、東京演芸協会ものまねタレント5人[2]のユニット「ものまねキングス」を結成。まとめ役を務めていた。
- 2008年6月、『炎神戦隊ゴーオンジャー』の蛮機獣フーセンバンキの声優[3]としてアフレコに臨んだとき、「気合を入れるため」と寅さんの正装でスタジオ入りして他の出演者の度肝を抜き、その芸人魂を賞賛された。初めてのアフレコであったが、ほぼ一発で決めた。
- 「男はつらいよ」シリーズをモチーフにした「寅さん漫談」や舞台の屏風裏で次々と衣装を変えて登場する「歌まね七変化ショー」を開拓した。
- 今日あるのは寅さん・渥美清のおかげだと、感謝の意を込めて人出の多い休日などに、柴又で寅さんの姿で無償の路上公演を行っていた。
- 後継者育成にも熱心で、数人の若手芸人と共に、寅さん記念館等で年に数回一門会を主催していた。
- 2013年2月14日フジテレビ「ビートたけしPresents奇跡体験！アンビリバボー 奇跡バレンタインSP 声を失った妻 夫への切なる想い」で、夫婦の物語が放送された。原一平の生涯と芸人である夫を支えた癌で声を失った妻との愛の物語である。
- 2014年12月4日死去、76歳没。脳梗塞の後遺症の療養中であった[1]。葬儀は近親者のみで執り行われ、訃報は初七日を過ぎた1週間後の12月12日に公表された。

## 人物
- 芸名は「東京でごはんを腹一杯（はらいっぱい→はらいっぺい）食べられるくらいの人気者になりたい」という願からきている。
- 兄は中央大学法学部に進み、弟は薬剤師となり、出身地である当麻町の町議を務めた。親は原を医者にしたかったため、岩手医科大学の受験を勧めたのだという。
- 2006年、北海道新聞に回顧録を12回連載。北海道出身の有名人の一人に数えられている。

## レパートリー
- 渥美清
- 三橋美智也
- 三波春夫
- ディック・ミネ
- 田端義夫
- 灰田勝彦
- 高田浩吉
- 芦屋雁之助
- 笠智衆
- 太宰久雄
- 伴淳三郎
- 加藤茶
- 三船敏郎
- 五木ひろし
- 森進一
- 小林旭
- 舟木一夫

他約50人

## 出演作品
- ハウス（1977年、東宝）
- 異人たちとの夏（1988年、松竹）
- 釣りバカ日誌6（1993年）
- 釣りバカ日誌7（1994年）
- 釣りバカ日誌8（1996年）
- 炎神戦隊ゴーオンジャー（2008年、テレビ朝日 / 東映） - 害気目蛮機獣フーセンバンキの声
- 奇跡体験!アンビリバボー 「奇跡バレンタインSP 声を失った妻 夫への切なる想い」（2013年2月14日、フジテレビ）

## CM
- 日建通商（北海道ローカル）
- パチンコ王将（富山県ローカル） - ※CR餃子の王将とは無関係。
- 朝日屋食品「うまかっぺ」・「きたかたっ子」（福島県ローカル）